# Monte Santa Tecla
Il Monte di Santa Tecla è una collina che raggiunge i 341 metri di altezza, sulla cui sommità si trovano i resti di un antico insediamento umano.